# مخنگتسا (استان اوپوله)
مخنگتسا (به لاتین: Mechnica) یک روستا در لهستان است که در گمینا رنگسکا ویش واقع شده‌است. مخنگتسا ۸۹۰ نفر جمعیت دارد.